# Parque natural Chicaque
El Parque Natural Chicaque es un espacio protegido ubicado al sur occidente de la sabana de Bogotá, Colombia, que cuenta con una rica e innumerable reserva ecológica e hídrica. 
Ubicado entre los municipios de Soacha y San Antonio del Tequendama, esta reserva natural conformada por 7 tipos de bosques, aguarda innumerables especies de flora y fauna únicas en el mundo, cuenta con más de 300 hectáreas verdes, convirtiéndose en el hogar de más de 100 especies de aves. 
La reserva natural está dedicada a la conservación de la naturaleza, la educación ambiental y el ecoturismo. Su diversidad en aves y mamíferos lo hacen especialmente popular entre los locales.
Además de la extensa área dispuesta para que los visitantes caminen y tengan un contacto con la naturaleza, este centro ecológico tiene puesto a disposición de los turistas dos zonas de campismo con agua y comida, hostal, cabañas, y nidos (cabañas en los árboles)
Cuenta con más de 18 km de senderos ecológicos, y servicios como restaurantes, cabalgatas, actividades de aventura como tirolesa y arborismo.

## Historia
Su nombre proviene de la lengua Muiscas ya que hace muchos años este lugar fue habitado por ellos además del grupo indígena Los Panches.
Hace 33 años este predio se convirtió en una reserva natural privada.

## Fauna

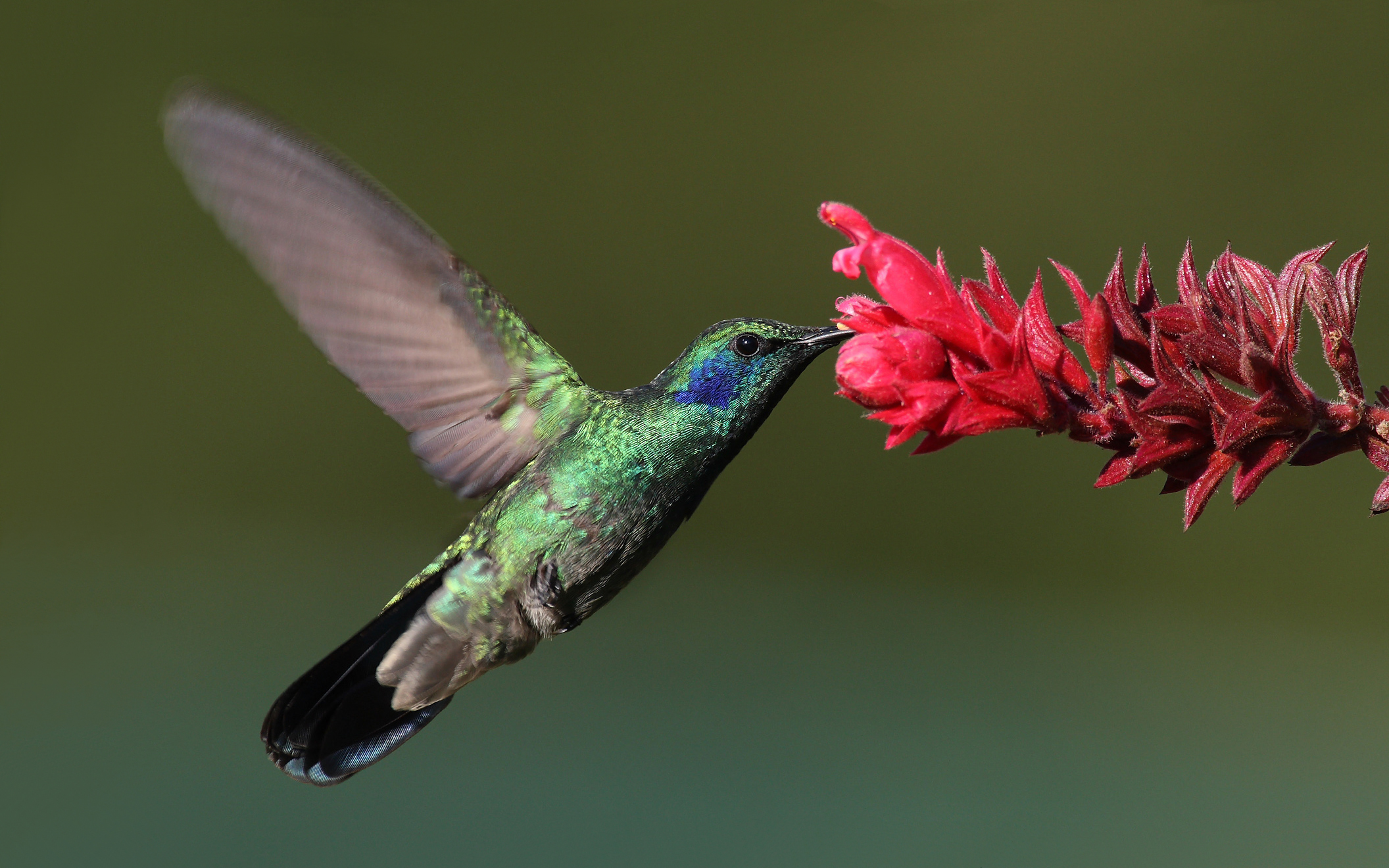
Colibrí

Estas reservas ecológicas debido a su variedad en clima y flora alberga aproximadamente 20 especies de mamíferos como osos de anteojos, ardillas y armadillos. 215 de aves como palomas y colibríes. Anfibios y reptiles como lagartos, iguanas 
y serpientes.

## Flora

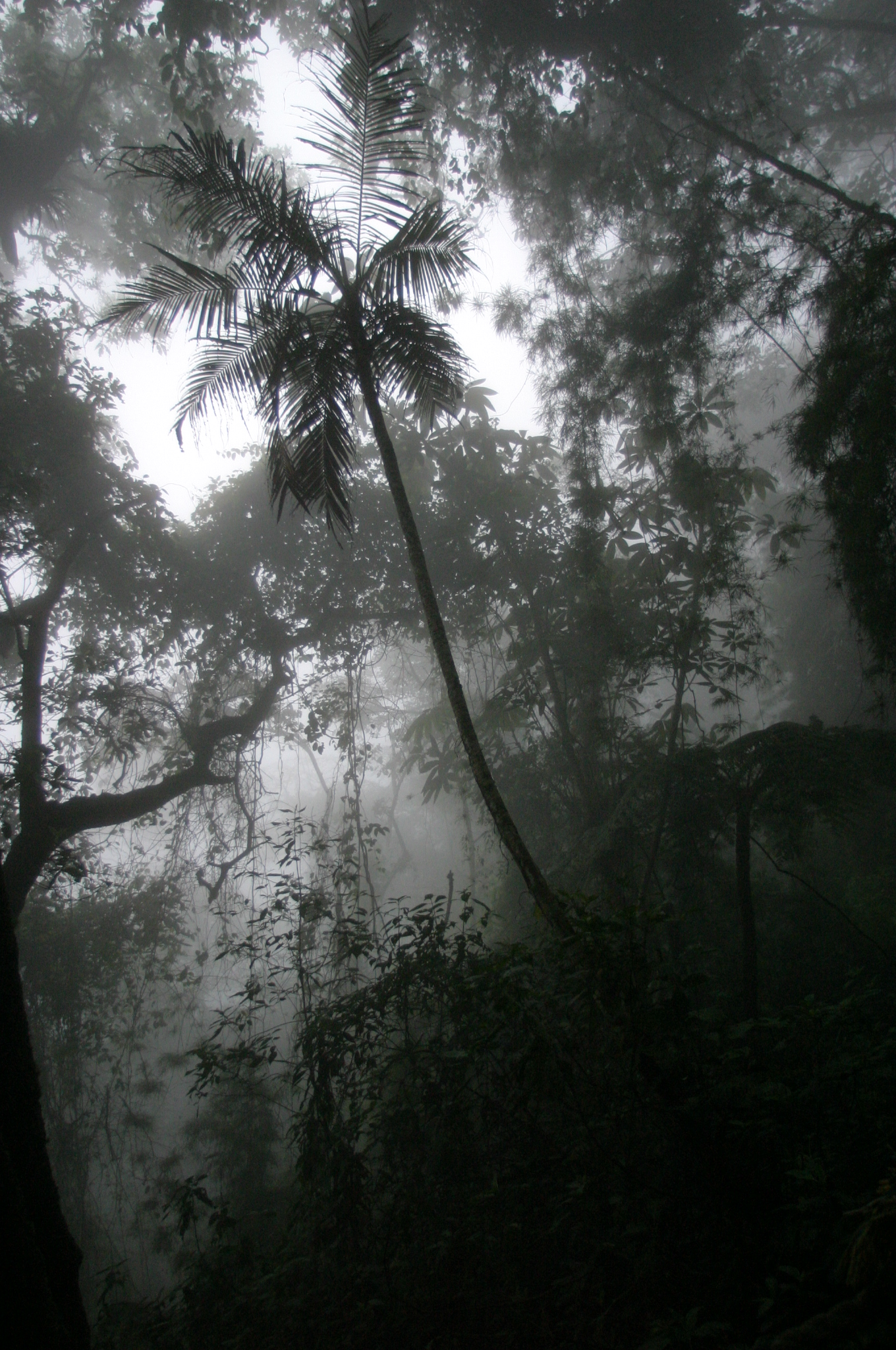
Parque Chicaque.

El parque cuenta con 7 tipos de bosques, 3 quebradas de agua totalmente pura: quebrada el Carmen al norte, quebrada La playa en el centro y la quebrada San Juan al sur, 3 mil especies vegetales y más de 20 kilómetros de senderos ecológicos.
Asimismo cuenta con un bosque subtropical y otro montano bajo, con plantas como helechos, orquídeas, musgos debido a la humedad que frecuenta el parque, palmas, robles y abundantes matorrales.

## Sitios de interés
- Pico del Águila

Caracterizada por tener las rocas de color negro debido a la alta concentración de carbono, es una de las piedras más altas del parque la cual permite tener una amplia vista de varios sitios de la región del Tequendama, por su alta ubicación a menudo se pueden sentir varias frecuencias de viento, águilas y gallinazas, aves que con frecuencia sobrevuelan este mirador y si no esta nublado lograran ver un volcán a lo lejos desde el mirador 
- Cascada

A lo largo del recorrido es posible atravesar algunos pequeños yacimientos de agua que hace muchos años fueron grandes caudales, cuyo final muestran una enorme cascada de aproximadamente 70 metros de altura. Estas aguas forman parte de la Quebrada Chicaque y la Quebrada Belez aguas que recorren todo el parque guiando el camino por pequeñas canales hasta llegar a la cascada.
- El Roquedal

Con una zona amplia de vegetación es la continuación del pico de águila, se caracteriza principalmente por la abundancia de orquídeas y Gaques, por sus empinados senderos los cuales exigen una amplia exigencia física para su recorrido. 
- Sendero Colonial

Este camino el cual está enmarcado por toda una historia que remonta a la época indígena, se encuentra dividido en dos partes la parte alta y la parte baja, con una longitud de 1,5 km le brinda a los turistas un tiempo de relajación y conexión con el medio ambiente ya que para recorrerlo no se requiere de mucho esfuerzo físico. 
- Bosque de Robles

Siendo Colombia otro país más de Sudamérica en poseer esta especie de árbol, a solo 30 minutos de Bogotá se pueden encontrar, esta escasa especie puede llegar a vivir hasta 300 años y medir 30 m de altura. Se convierten en vital importancia para el desarrollo del ecosistema ya que sus bellotas sirven como alimento para algunos animales silvestres.
- Las Mariposas

Este sendero abarca toda la parte sur oriental del parque, con una distancia aproximada de 1,6 km comenzando cerca del pico de águila se caracteriza por la diversidad en flora y la presencia de innumerables mariposas.

## Vías de acceso
- Por la carretera saliendo por el municipio de Soacha vía la Mesa kilómetro 11

- Por la carretera saliendo por el municipio de Mosquera luego del peaje Mondoñedo vía la Mesa kilómetro 21